# Kênh đào Danube–Oder

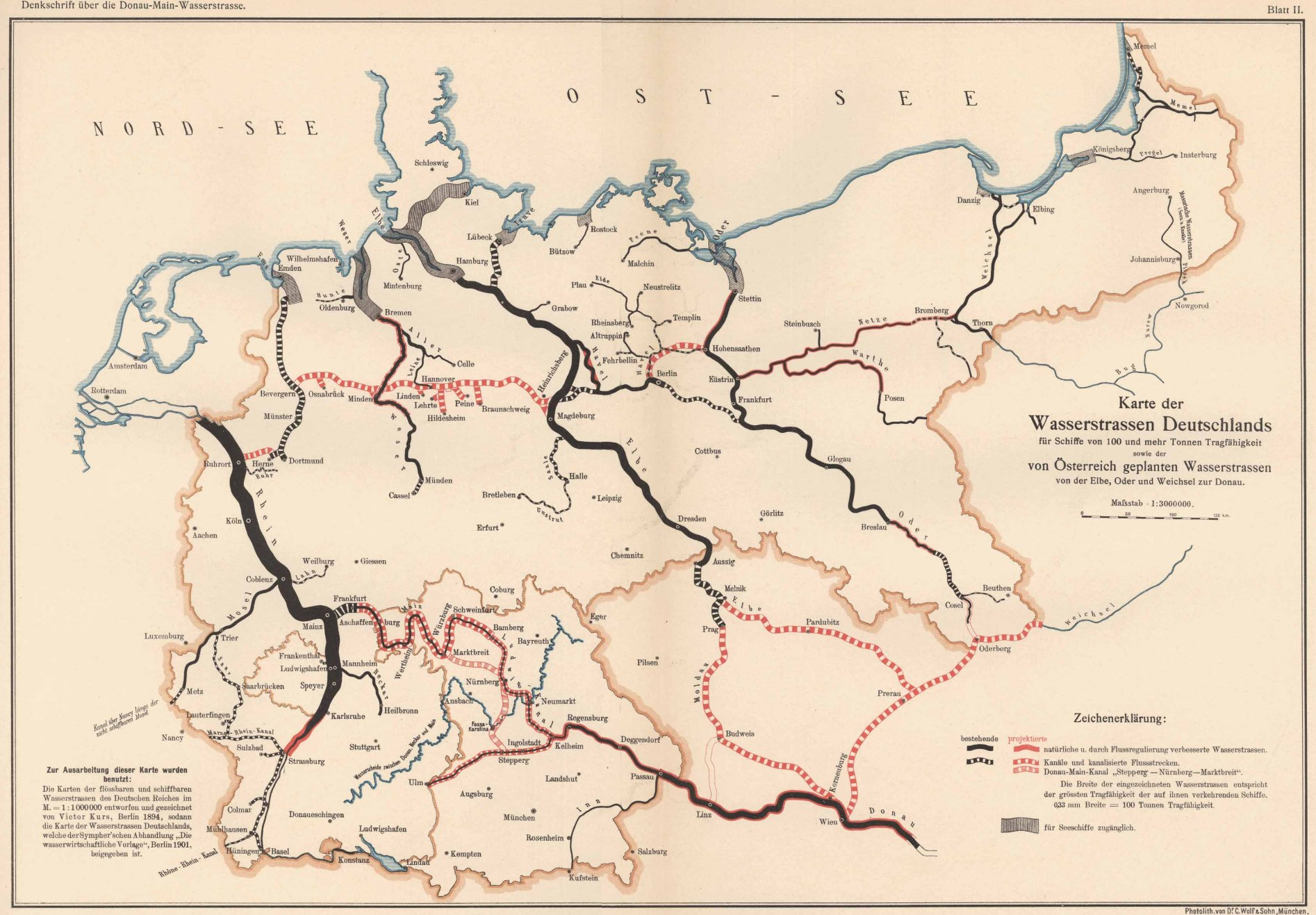
Đường thủy như hiện có và theo kế hoạch vào năm 1903 Đức và Áo

Kênh đào Oder Danube (tiếng Đức: Donau-Oder-Kanal; tiếng Ba Lan: Kanał Odra-Dunaj) là một tuyến đường thủy nhân tạo được quy hoạch và xây dựng một phần ở vùng đồng bằng sông lobau của Danube tại Vienna, được cho là sẽ trải dài dọc theo sông Morava đến Oder tại thành phố Kędzierzyn-Koźle ở Ba Lan.

## Tổng quan
Hoàng đế La Mã thần thánh Charles IV đã hình dung ra một tuyến đường thủy có khả năng đưa tàu từ Oder đến sông Danube vào thế kỷ 14. Các ghi nhận về kế hoạch tiếp theo của một tuyến đường thủy như vậy bắt nguồn từ thế kỷ 19. Trong thời kỳ phát xít, ý tưởng đã được tái sinh và dự án đã được đưa vào hoạt động. Dự án sẽ kết nối Oder với Danube qua vùng Moravian của Cộng hòa Séc, trải dài 320 km và kéo dài độ cao 124 mét.
Vào ngày 8 tháng 12 năm 1939 Rudolf Hess khánh thành lúc bấy giờ tên là Kênh đào Adolf Hitler, ngày nay Kênh Gliwice (Ba Lan: Kanal Gliwicki) đến từ Kedzierzyn-Kozle tại sông Oder đến thành phố Gliwice, hay thế các di tích lịch sử Kênh Kłodnica hoàn thành vào năm 1812. Đồng thời, Hess cũng thực hiện nghi thức đột phá cho Donau-Oder-Kanal. Công việc ở phía Thượng Silesian đã ngừng vào năm 1940. Chỉ một vài km của kênh dài 40 km theo kế hoạch từ Vienna đến Angern tại sông Morava đã thực sự được đào trong những năm cho đến năm 1943, chủ yếu ở các khu vực xung quanh vùng ngập nước lobau ở quận Donaustadt của Vienna và thị trấn Groß lân cận -Enzersdorf. Một nhánh tại Danube, chỉ dài dưới 100 mét, vẫn có thể nhận ra rõ ràng cho đến ngày nay, kết nối hlhafen lobau của công ty dầu mỏ OMV. Hai phần nữa ngày nay được sử dụng để bơi lội và câu cá.
Giữa năm 1964 và 1970, một phần của các kế hoạch ban đầu đã thu hút được sự chú ý từ công chúng Ba Lan một lần nữa và một nhánh của Kênh Gliwice đã được xây dựng. Một đoạn ngắn, đã được hoàn thành ở phía đông của Kędzierzyn-Koźle được gọi là Kanal Kędzierzynski và phục vụ kết nối nhà máy nitơ Azoty Kędzierzyn AG với Oder.
Đường thủy ngày nay một lần nữa là một phần trong kế hoạch cho dự án Kênh đào Elbe Danube của Châu Âu, cũng sẽ kết nối với sông Elbe.

## Hình ảnh

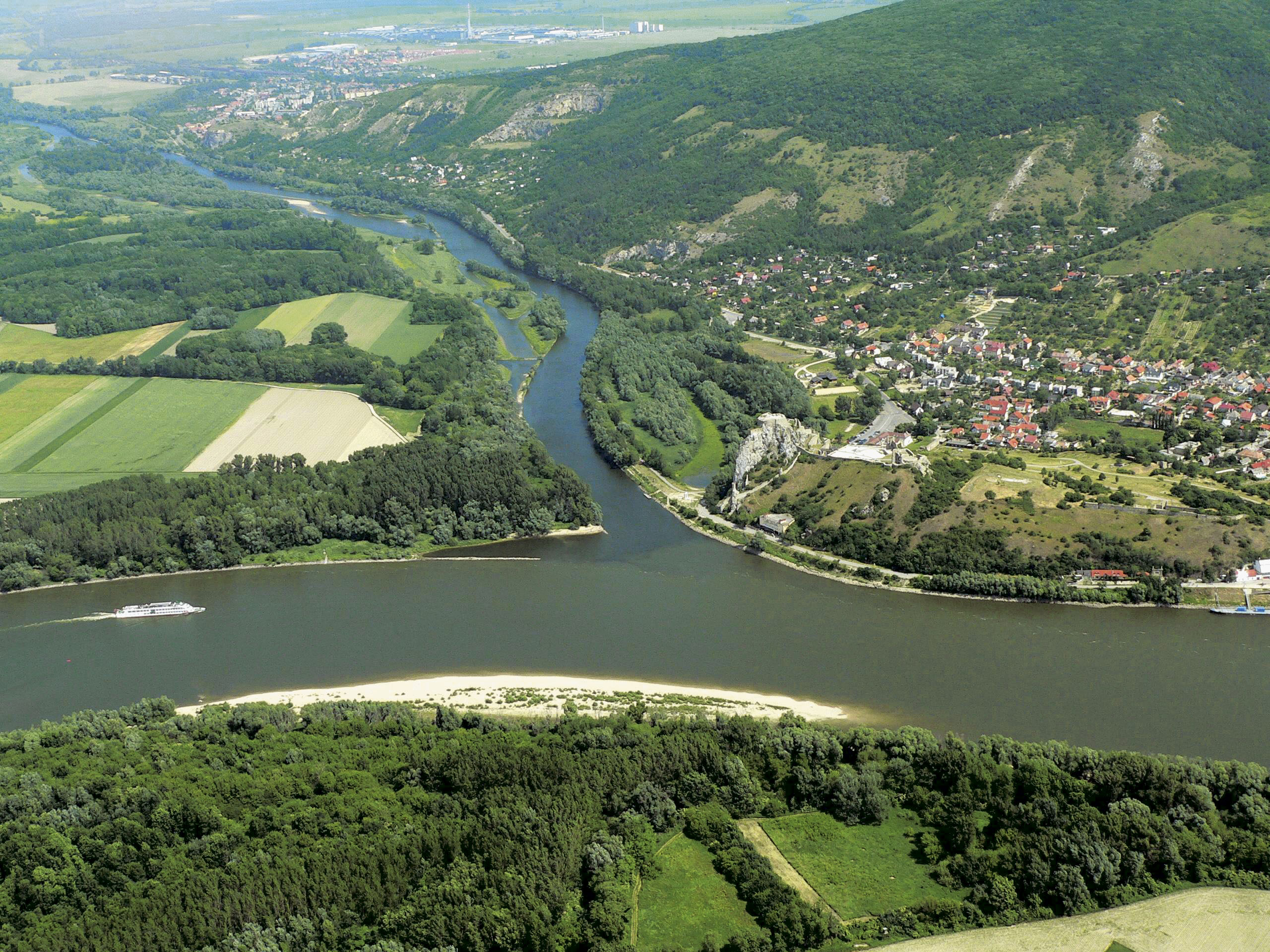
Hành lang nước DOE, bắt đầu tuyến đường tại Devín (var. A a D)
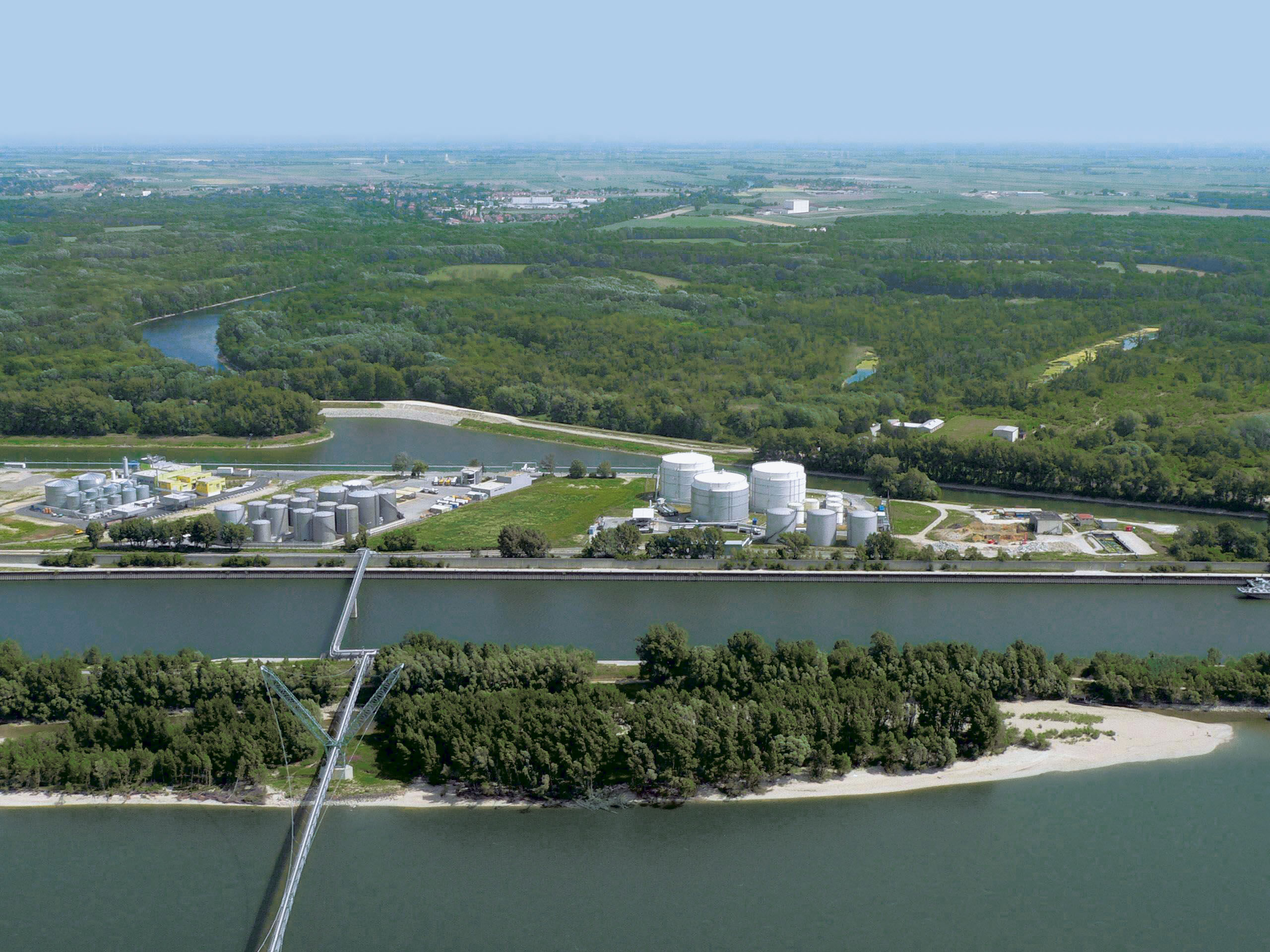
Hành lang nước DOE, bắt đầu tuyến đường tại Vienna (var. B a C)
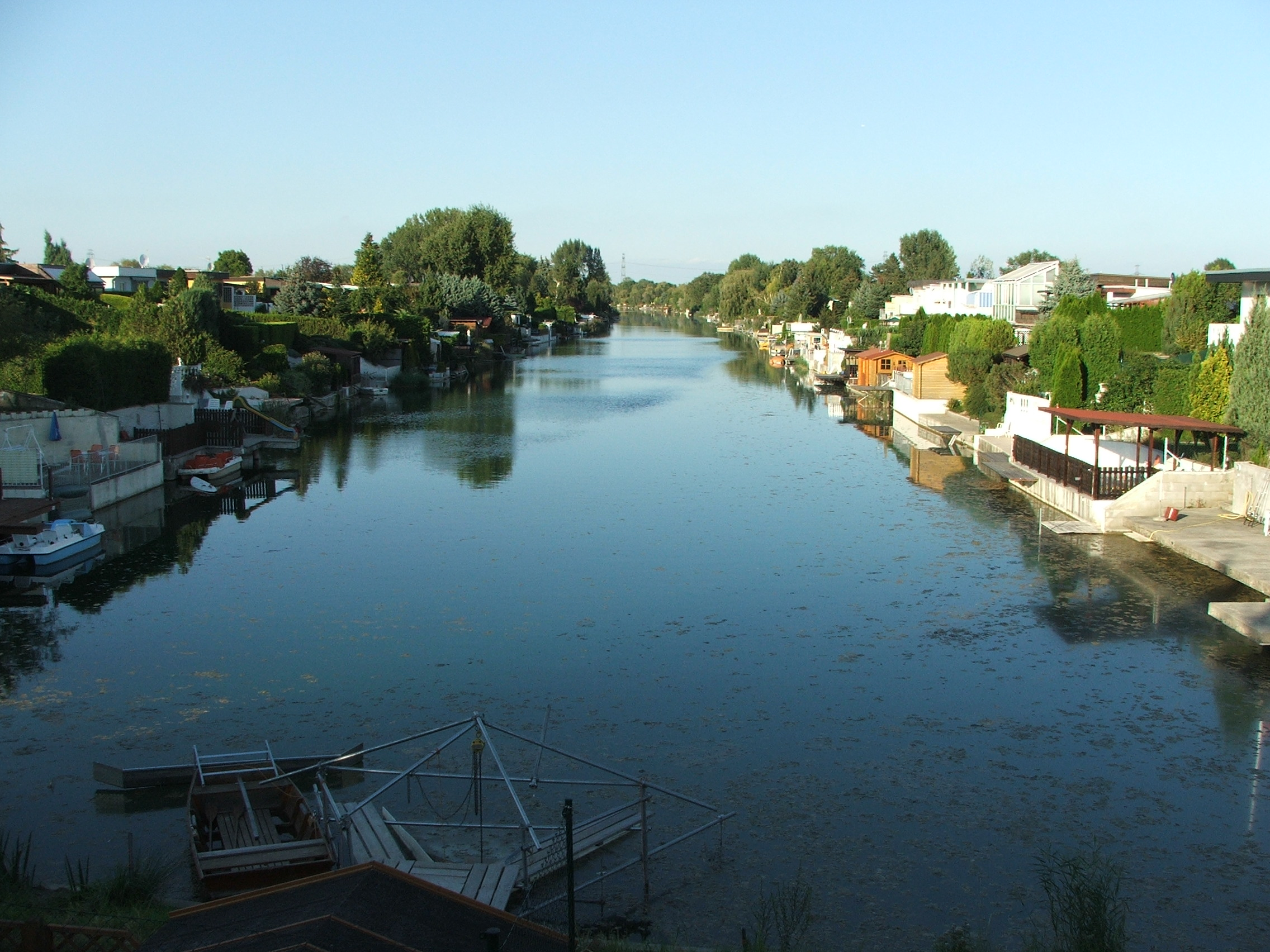
Kênh Dander Dander Oder, đã hoàn thành một phần gần Vienna
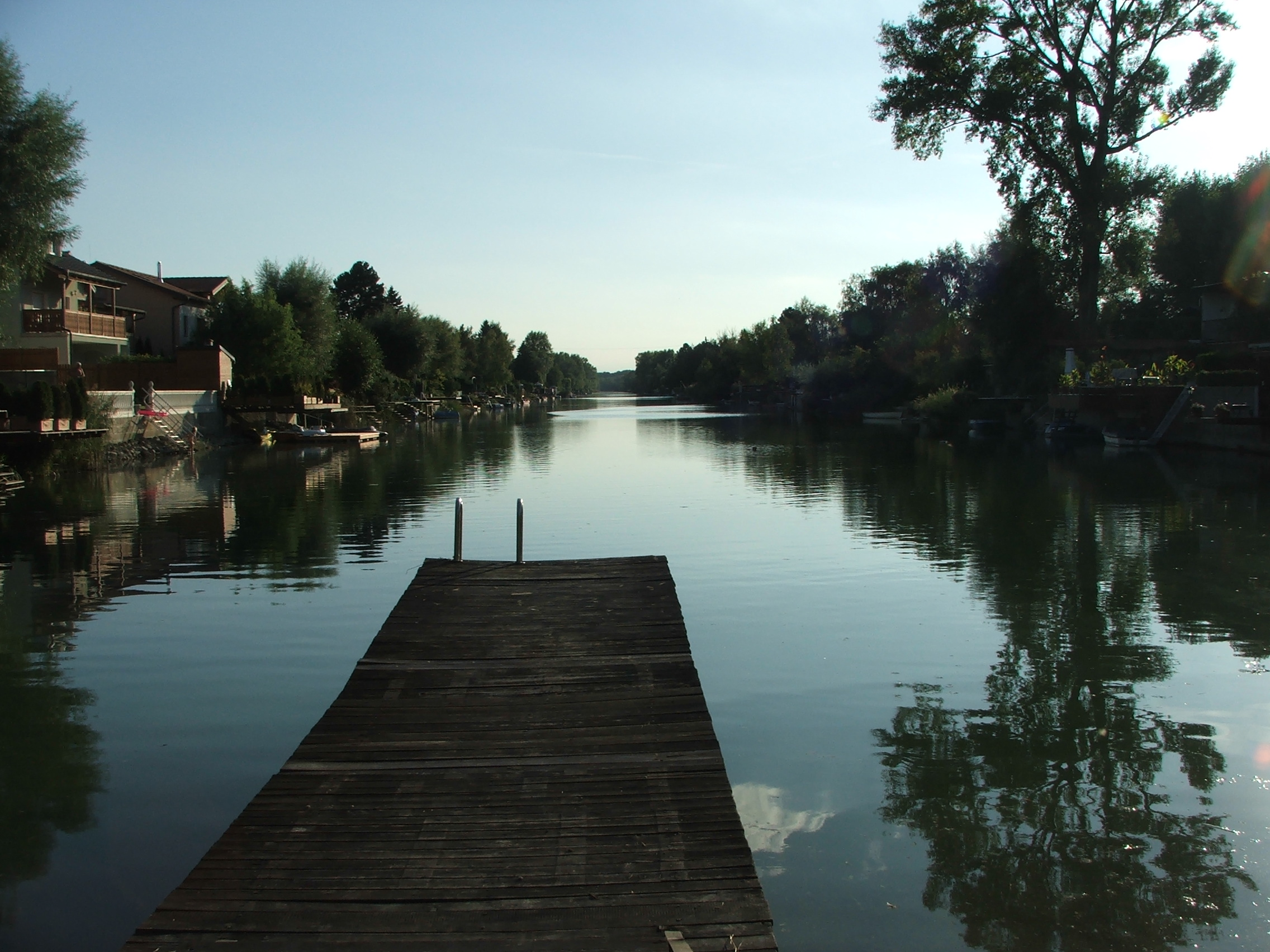
Kênh Danube Dan Oder, một phần hoàn thiện khác gần Vienna
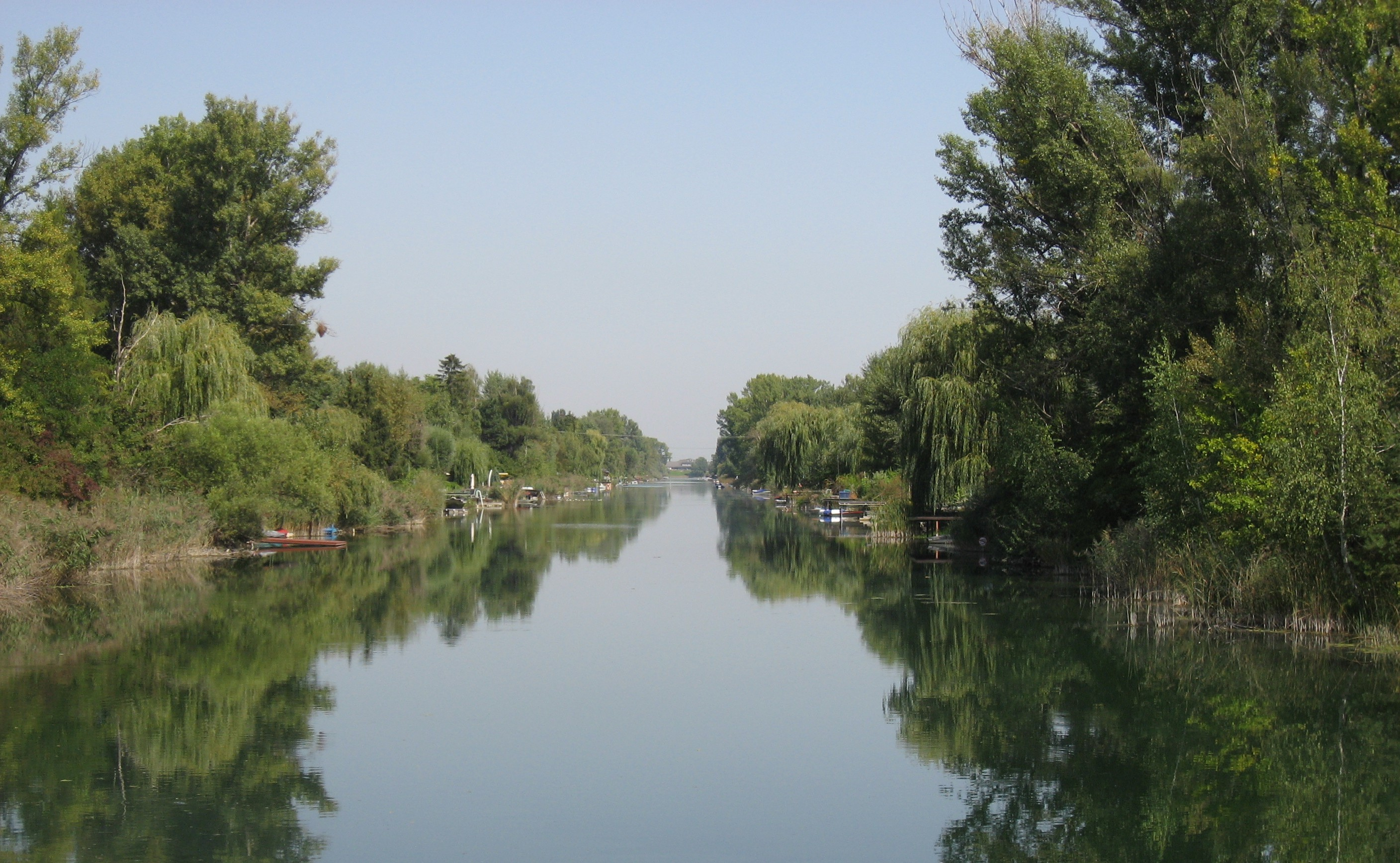
Kênh Dander Dan Oder, đã hoàn thành một phần gần Vienna tại Lobaustraße
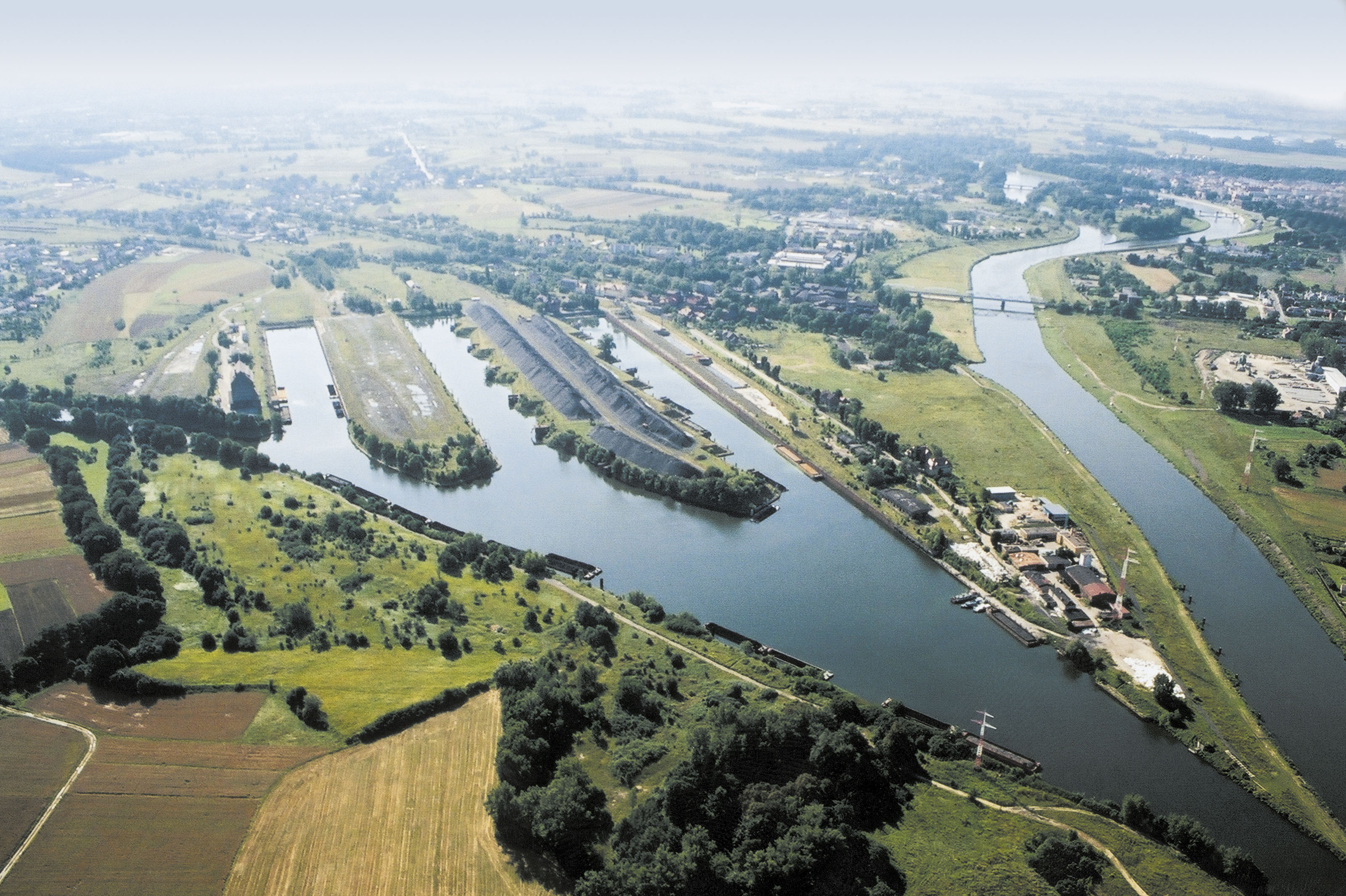
Cảng Koźle, kênh Gliwicki và sông Odra
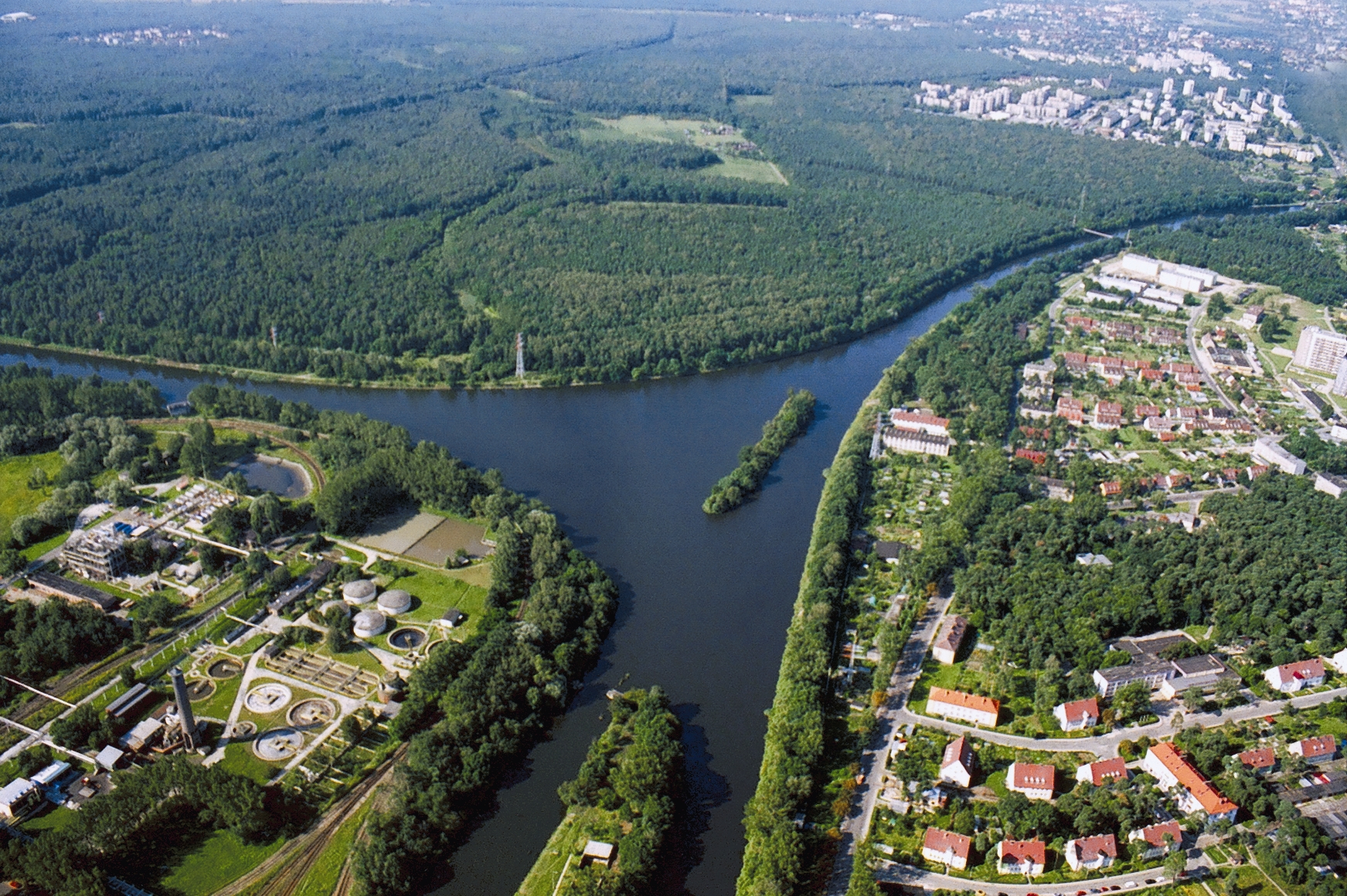
Tại nơi này đang rầm rộ cho kênh Oder-Danube vào ngày 8 tháng 12 năm 1939 gần Nowa Wieś gần Kędzierzyn. Từ trái sang phải là kênh Gliwice với miệng rộng của kênh Oder-Danube kéo dài 6 km - nhánh kênh cho nhà máy hóa chất ở Kędzierzyn.
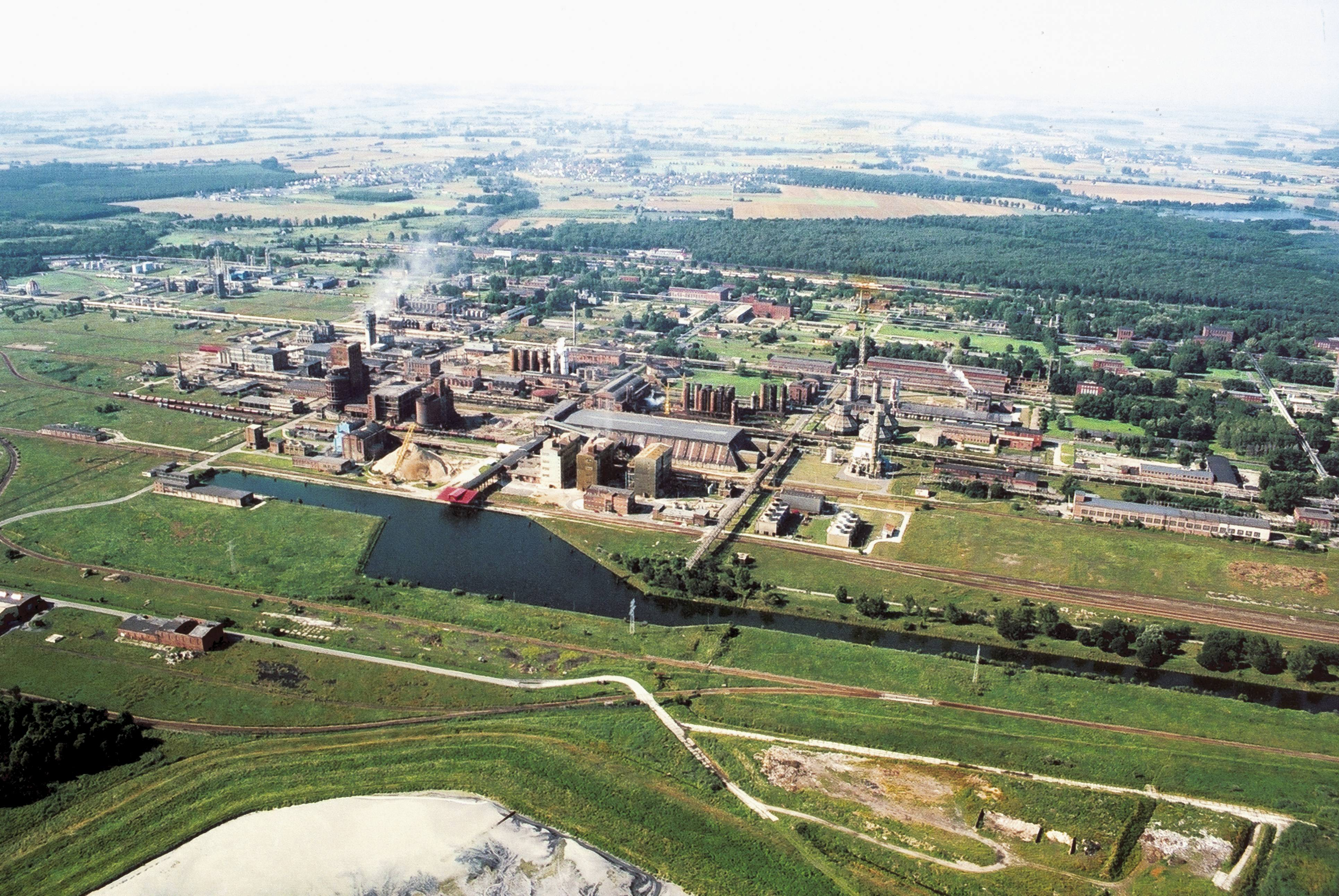
Cảng cuối cùng trên kênh Kedzierzynski, đã hoàn thành một phần của kênh Danube-Oder được xây dựng 1938-1943
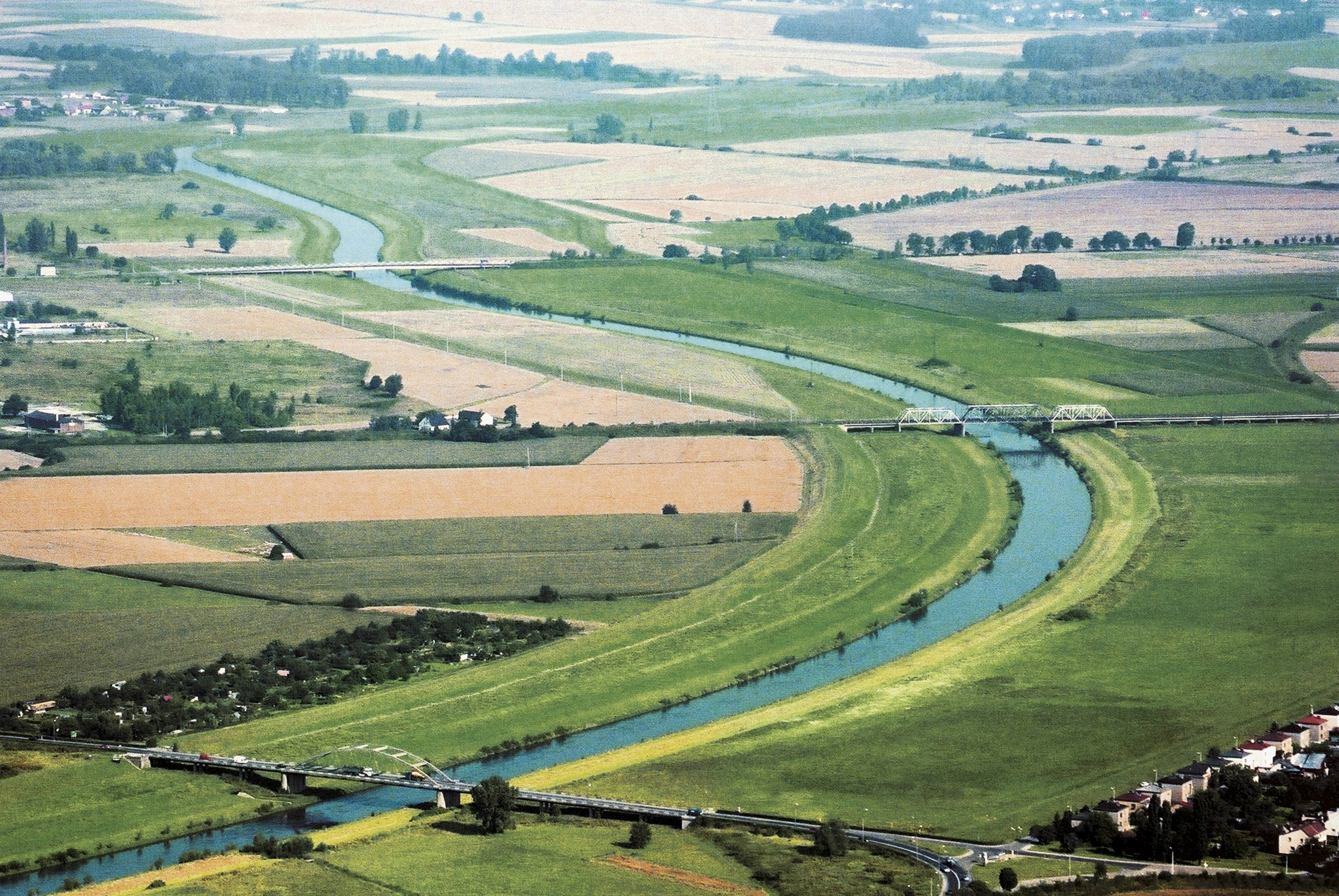
Một kênh phân dòng lũ của Oder bao quanh Racibórz. Được xây dựng để điều hướng cũng.
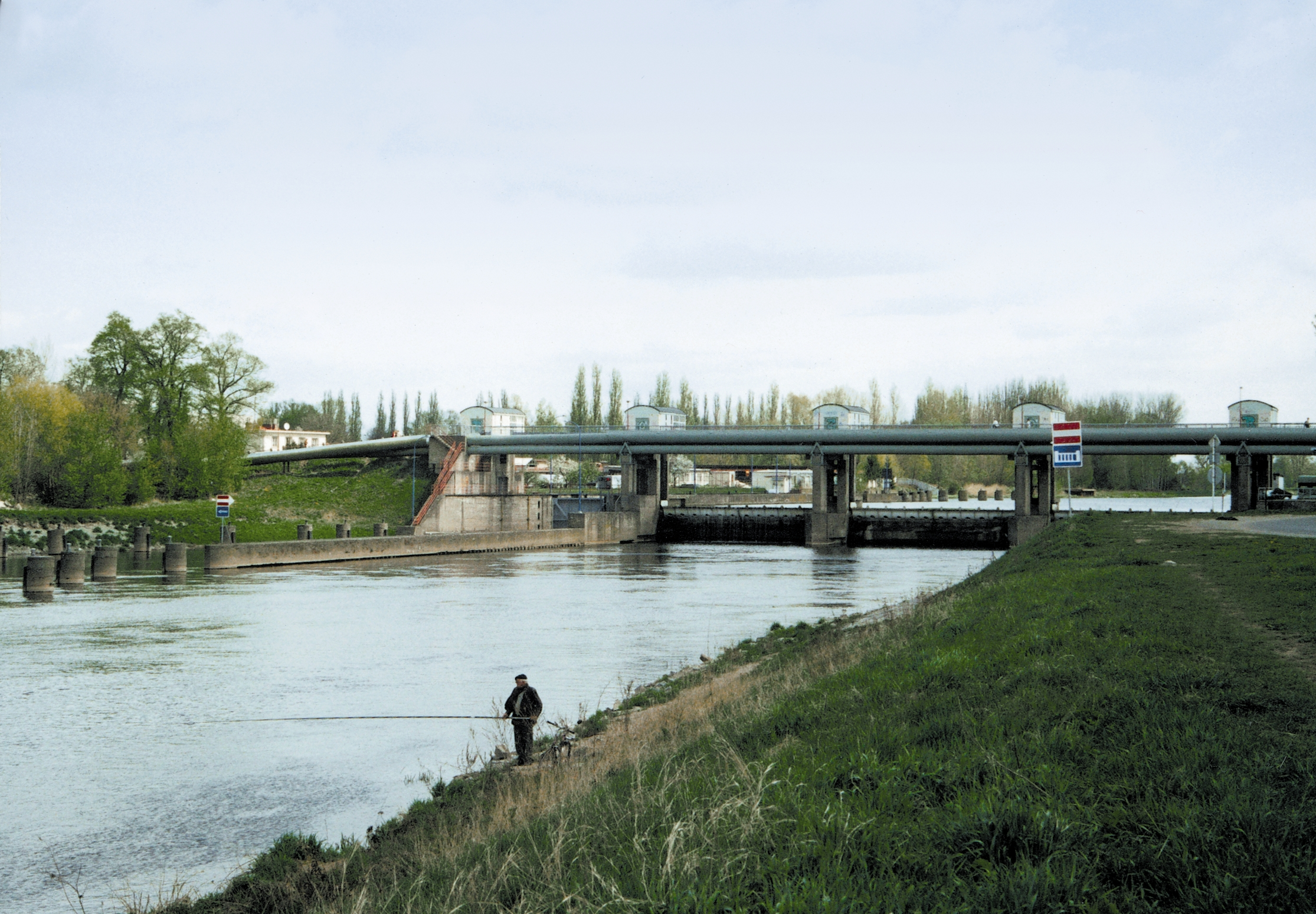
Khóa và đập trên sông Elbe ở Pardubice, hồ trên sông của nó sẽ tham gia hành lang DOE thực tế trong tương lai.
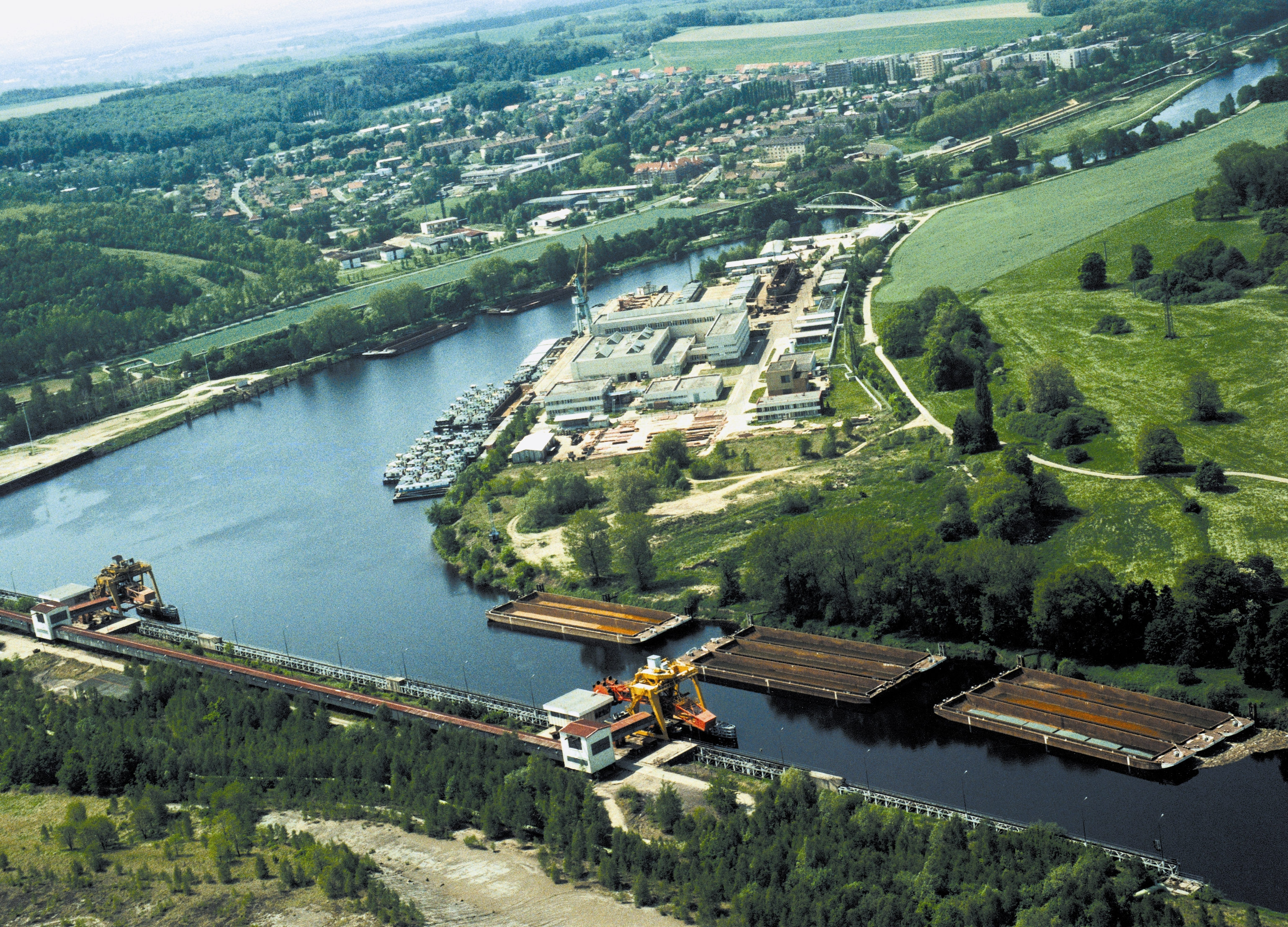
Cảng Chvaletice là cảng cuối cùng trên sông Elbe. Khả năng điều hướng của Elbe nên được mở rộng đến Pardubice và sau đó đến hành lang nước DOE.

## liên kết ngoài
- Trang web hành lang nước Danube-Oder-Elbe